# Mirko Culic
Mirko Culic (* 5. Februar 1963 in Kragujevac) ist ein ehemaliger jugoslawisch-deutscher Volleyballspieler und -trainer.

## Karriere
Mirko Culic war als Spieler in den 1980er Jahren bei Bosna Sarajevo und OK Partizan Belgrad aktiv und bestritt 260 Länderspiele für Jugoslawien. 1991 wechselte der Zuspieler zum deutschen Bundesligisten Moerser SC. 1993 wurde er vom SCC Berlin verpflichtet. In der Hauptstadt stand er fünf Jahre lang auf dem Feld. Als Spieler gewann Culic vier Meisterschaften und sechs Pokalwettbewerbe.
In Berlin begann der gebürtige Serbe auch seine Karriere als Trainer bei den Frauen der Volley Cats. Zuvor hatte er bei einem Aufenthalt in den Vereinigten Staaten bereits ein College-Team betreut. Ab 2001 trainierte er die Männer des SCC. Mit den Charlottenburgern gewann er 2003 und 2004 die deutsche Meisterschaft. 2005 wurde er nach dem verlorenen Halbfinale gegen evivo Düren in Berlin entlassen. Ein Jahr später wurde er in Düren Nachfolger von Bernd Werscheck und führte evivo in der Saison 2006/07 zur dritten Vizemeisterschaft in Folge. 2008 erreichte er mit dem Verein das Finale im DVV-Pokal. Trotzdem wurde sein Vertrag nicht verlängert. Culic wechselte zu den Netzhoppers Königs Wusterhausen, um wieder näher an seiner Wahlheimat Berlin zu sein. In der Saison 2008/09 unterlagen die Brandenburger mit dem neuen Trainer erst im Playoff-Halbfinale gegen Generali Haching. Die folgenden drei Bundesliga-Spielzeiten endeten jeweils im Viertelfinale. 2020 hörte Culic nach zwölf Jahren als Trainer auf und wechselte ins Management der Netzhoppers.